# Michael Grünewald
Michael „Mike“ Grünewald (* 29. August 1958 in Offenbach am Main; † 17. Juli 2022) war ein deutscher Fußballspieler, der zehn Jahre lang und in drei Spielklassen ausschließlich für Kickers Offenbach aktiv war.

## Karriere

### Verein
Grünewald begann bei Blau-Weiß Offenbach mit dem Fußballspielen und wechselte im Jahr 1972 in die Jugendabteilung von Kickers Offenbach. Dem Jugendalter entwachsen rückte er zur Saison 1978/79 in die Erste Mannschaft unter Trainer Horst Heese auf. In der seinerzeit zweigleisigen 2. Bundesliga kam er in der Gruppe Süd in 20 von 38 Punktspielen zum Einsatz, in denen er auch seine ersten beiden Tore im Seniorenbereich erzielte. Er debütierte am 29. Juli 1978 (1. Spieltag) beim 2:2-Unentschieden im Auswärtsspiel gegen die Stuttgarter Kickers mit Einwechslung für Josef Domes in der 65. Minute. Sein erstes Tor erzielte er am 10. November 1978 (15. Spieltag) beim 3:1-Sieg im Heimspiel gegen Borussia Neunkirchen mit dem Treffer zum 2:0 in der 57. Minute. Bis zum Saisonende 1980/81, der letzten in der zweigleisigen 2. Bundesliga, erzielte er weitere 15 Tore in 68 Punktspielen. Mit der Einnahme des zweiten Platzes war zudem die Qualifikation für die folgende, nunmehr eingleisige 2. Bundesligasaison erfüllt. Gleichzeitig bot sich die Möglichkeit gegen den Zweitplatzierten der Gruppe Nord Eintracht Braunschweig den Aufstieg in die Bundesliga unter Trainer Franz Brungs zu realisieren. Das Spiel im heimischen Stadion am Bieberer Berg wurde mit 1:0 gewonnen, das Rückspiel im Eintracht-Stadion jedoch mit 0:2 verloren.
Am Ende der Premierensaison der eingleisigen 2. Bundesliga trug er mit zwei Toren in 24 Punktspielen zum dritten Platz bei, der zur Teilnahme an der Relegation mit dem 16. der Bundesliga berechtigte. Beide in Hin- und Rückspiel ausgetragenen Spiele gegen Bayer 04 Leverkusen um den Aufstieg wurden mit 0:1 und 1:2 verloren. Mit dem zweiten Platz am Ende der Folgesaison – Grünewald erzielte in 31 Punktspielen zwei Tore – gelang unter Trainer Lothar Buchmann der insgesamt vierte Aufstieg in die Bundesliga in der Vereinsgeschichte. In dieser Spielklasse bestritt er sein erstes von 28 Punktspielen am 13. August 1983 (1. Spieltag) bei der 0:1-Niederlage im Auswärtsspiel gegen den VfL Bochum und erzielte sein erstes von zwei Toren am 22. Oktober 1983 (11. Spieltag) bei der 1:3-Niederlage im Auswärtsspiel gegen Bayer 04 Leverkusen mit dem Ausgleichstreffer in der 36. Minute. Nach nur einer Saison – seine Mannschaft belegte am Ende Platz 17 trotz Trainerwechsel (Hermann Nuber folgte auf Lothar Buchmann) – bestritt er 34 Zweitligaspiele und traf zweimal ins Tor.
Mit Platz 19 spielte er die Folgesaison unter Wilfried Kohls in der seinerzeit drittklassigen Oberliga Hessen. Als Sieger aus dieser hervorgegangen, wurde als Drittplatzierter der Gruppe Süd nach sechs Aufstiegsspielen die Rückkehr in die 2. Bundesliga verpasst. 1986/87 erneut als Sieger aus der Oberliga Hessen hervorgegangen, gelang ohne Aufstiegsrunde die Rückkehr in diese unter Trainer Franz Brungs, Robert Jung folgend. Grünewald bestritt einzig und letztmals ein Zweitligaspiel unter Trainer Dieter Renner mit der am 23. April 1988 (32. Spieltag) mit 0:2 bei der SpVgg Bayreuth ausgetragenen Begegnung. Während seiner Vereinszugehörigkeit bestritt Grünewald 28 Erstliga- und 178 Zweitligaspiele; zudem bestritt er insgesamt 16 DFB-Pokalspiele, die meisten – fünf – in der Saison 1979/80, als er mit seiner Mannschaft am weitesten kam und 5. April 1980 im Viertelfinale mit 2:5 n. V. gegen den späteren Pokalsieger Fortuna Düsseldorf aus dem Wettbewerb schieden. Während seiner Vereinszugehörigkeit bestritt Grünewald 28 Erst- und 178 Zweitligaspiele, in denen er zwei und 23 Tore erzielte.
Seine Spielerkarriere ließ er beim hessischen Landesligisten SpVgg Dietesheim ausklingen, zudem er im Sommer 1988 gewechselt war, nachdem er im Jahr 1986 keine Freigabe von den Offenbacher Kickers erhalten hatte.

### Nationalmannschaft
Grünewald kam noch als Jugendspieler von Kickers Offenbach für die seinerzeitige DFB-Jugendauswahl „B“ in zwei Länderspielen zum Einsatz. Er gehörte der Mannschaft an, die ihre Premiere am 30. Juli 1975 in Heinola im Rahmen eines Turniers in Finnland mit 5:1 gegen die Auswahl Norwegens gewann und am 1. August 1975 in Kuusankoski mit 2:4 gegen die Auswahl Dänemarks verlor. Auch für die DFB-Jugendauswahl „A“ bestritt er im September 1976 zwei Einsätze; am 28. endete der erste Vergleich mit der Auswahl Schwedens in Nybro mit einem 0:0 unentschieden, der zweite Vergleich zwei Tage später in Färjestaden mit der 0:2-Niederlage.
Drei Jahre später bestritt er die letzten drei Länderspiele der Amateurnationalmannschaft. Am 10. Oktober 1979 erreichte diese ein torloses Remis gegen die Auswahl Finnlands in Helsinki. Eine Niederlage ereilte sie am 31. Oktober 1979 in Osnabrück mit 1:2 gegen die B-Auswahl der Sowjetunion, wie auch am 14. November 1979 in Baunatal mit 0:1 gegen die Auswahl Norwegens.